# Munir El Haddadi
Munir El Haddadi (født 1. september 1995) er en spansk fodboldspiller, der spiller for Sevilla FC.

## Biografi
Munir El Haddadi blev født i El Escorial, Madrid.

## Karriere

### FC Barcelona
Munir El Haddadi fik sin debut i UEFA Youth League mod Ajax U19, hvor han scorede to mål. Han fik sin debut for FC Barcelona B den 2. marts 2014 som indskifter i stedet for for Sandro Ramirez efter 72 minutter i en 1-2 udesejr mod RCD Mallorca. Den 3. marts 2014 forlængede han sin kontrakt med klubben indtil 30. juni 2017. Munir scorede sit første mål for andetholdet i en 2-1 hjemmesejr mod Girona FC den 19. april 2014. Den 24. august 2014 fik han sin debut for førsteholdet i La Liga, da han startede inde mod Elche CF på Camp Nou, hvor han scorede kampens andet mål.
Han blev nomineret til Golden Boy Award 2014.